# Andrej Kubina
Andrej Kubina (magyarosan Kubina András, Morvaszentjános (Pozsony vármegye), 1844. november 27. – Nagyszombat, 1900. március 30.) Jézus-társasági áldozópap.

## Élete
Tanult Pozsonyban, Esztergomban, Nagyszombatban; a bölcseletet Esztergomban, a teológiát Budapesten végezte. 1871. január 3-án fölszenteltetett; segédlelkész volt Vedrődön (1871–1876), azután négy hónapig Garamkövesden; innét hitoktatónak küldetett Esztergomba; 1881. november 3-án plébános lett Alsókorompán; 1885-ben a Szent Adalbert Társaság megválasztotta igazgatójává; 1892 januárjában a Jézus Társaságába lépett be.
Cikkeket írt a Magyar Állam-ba a Nagyszombati Hetilap-ba, a Katolické Noviny-ba és a Szent Adalbert Társaság naptárába; az 1870-es években néhány cikkben ismertette az újabb katolikus szlovák irodalmat; számos verset írt magyar, német és szlovák nyelven különböző álnevek alatt.

## Művei
- Blumen-Liebe. Lieder von E. Leiermann. Als Manuscript gedruckt. Tyrnau, 1886. (2. kiadás. Nagyszombat, 1888. Tótul. Uo. 1886.)
- Spevniček pre narodnie skoly šlovenské. Nagyszombat, 1887. (Énekes könyv a tót népiskolák számára)
- Rajska Cesta. Uo. 1890. (Paradicsomi út)
- Mala Rajská Cesta. Uo. 1890. (Kis paradicsomi út)
- Zbržné dietá. Bécs, 1890. (A vallásos gyermekek)

A Győrffy Iván által írt népiskolai tankönyveket, nevezetesen a Földrajzt, Magyarország történetét, Természetrajzt és Természettant szlovák nyelvre fordította.
1888-ban megalapította és 1891 októberig szerkesztette a Pútnik svatovojtechsky című (Szent Adalbert Wojtech kalauza) szlovák havilapot Nagyszombatban.